# 双红水库
双红水库是中国湖南省常德市石门县境内的一座水库，位于澧水支流上，建于1966年。水库正常库容为1020万立方米，集雨面积为32平方千米，海拔为126.5米。